# God of Cookery
God of Cookery (Sik San en cantonés, Shi Shen en mandarín) es una comedia de cocina y artes marciales protagonizada y dirigida por Stephen Chow que es fiel a su humor surrealista y que tanto éxito le ha dado, el mismo humor que le ha dado fama mundial con sus dos más aclamadas películas Siu lam juk kau y Kung Fu Sion.

## Argumento
La trama transcurre en Hong Kong donde el propio Stephen Chow tiene el prestigioso título de Dios de la cocina (God of Cookery) que es entregado a los mejores cocineros, gracias a este título Chow tiene lo que quiere, fama, éxito y una arrogancia que no puede con ella y trata a todo el mundo como unos inferiores, esto en privado porque ante la prensa tiene una muy buena imagen, aunque no todo es lo que parece porque su hombre de confianza se aprovecha de él para ganar dinero, y un día mete en su organización a un falso trabajador para que le hunda, este es un gran chef que ha estudiado en la academia china de cocina, le deja en evidencia ante un gran número de personas, este chef es condecorado como nuevo Dios de la cocina, a partir de ahí todo va de mal en peor para Chow, hasta que en medio de los restaurantes ambulantes de Temple Street, la dueña de uno de ellos, Turquía (Karen Mok), una chica con la cara deforme decide ayudarle para volver a recuperar lo que le han quitado, es entonces cuando Chow crea unas riquísimas albóndigas fritas de ternera y langosta, las "Albóndigas Grasientas" que pronto serán famosísimas en Hong Kong, aunque esto no le bastará para recuperar lo perdido, si conseguirá estar a la misma altura de sus rivales, es entonces cuando el concurso para decidir el God of Cookery se celebra y decide presentarse, para vencer se va a China a estudiar en la academia china de cocina, pero por una trampa de sus rivales, que intentan matarle, acaba en un templo Shaolin donde se reconvierte y cree en buda y gracias a los cocineros del templo aprende cocina.
- Datos: Q2554607